# Aljaksandr Turtschyn

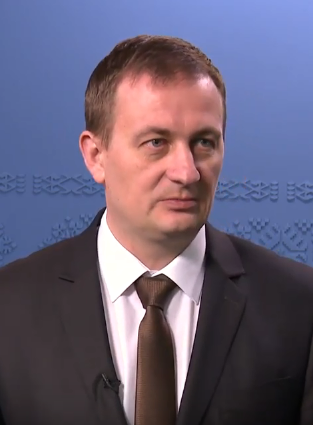
Aljaksandr Turtschyn (2019)

Aljaksandr Henrychawitsch Turtschyn (belarussisch Аляксандр Генрыхавіч Турчын; russisch Александр Генрихович Турчин; * 2. Juli 1975 in Nawahrudak, Belarussische SSR) ist ein belarussischer Politiker, der seit dem 10. März 2025 als Ministerpräsident von Belarus amtiert. Zuvor war er seit dem 3. Dezember 2019 Vorsitzender des Exekutivkomitees der Woblasz Minsk und von 2018 bis 2019 erster stellvertretender Ministerpräsident von Belarus.

## Laufbahn
Turtschyns Mutter arbeitete als medizinische Fachkraft und sein Vater als Physiklehrer an einer Schule. Sein Vater war Mitglied der örtlichen Kommunistischen Partei und nahm hier leitende Funktionen in Nawahrudak ein. Im Jahr 1992 begann Turtschyn ein Studium am Mahiljou-Institut für Maschinenbau, brach es jedoch nach drei Jahren ab. Anschließend war er zwei Jahre lang, von 1995 bis 1997, als arbeitslos gemeldet. Er diente nicht in der Armee.
Im Jahr 1997 verschaffte ihm sein Vater über Bekannte eine Anstellung als Leiter eines Lebensmittelladens auf einer Kolchose im Oblast Nawahrudak. Anschließend arbeitete er als staatlicher Steuerinspektor in der staatlichen Steuerkommission für den Rajon Nawahrudak und im Finanzministerium. Er erwarb 2002 einen Abschluss an der Belarussischen Staatlichen Wirtschaftsuniversität und 2009 einen weiteren Abschluss an der Verwaltungsakademie beim Präsidenten der Republik Belarus.
Von 2004 bis 2010 arbeitete er zunächst als Leiter der Finanzabteilung und dann als stellvertretender Vorsitzender des Exekutivkomitees des Rajon Karelitschy im Oblast Hrodno. Im Jahr 2010 wurde er zum Vorsitzenden des Wirtschaftsausschusses des Regionalexekutivkomitees des Oblast Minsk ernannt. Nach mehreren leitenden Positionen im Oblast Minsk und in Homel wurde er am 18. August 2018 zum ersten stellvertretenden Ministerpräsidenten der Republik Belarus ernannt. Im Dezember 2019 wurde er zum Vorsitzenden des Exekutivkomitees des Woblasz Minsk befördert.
Am 17. Dezember 2020 wurde Turtschyn von der Europäischen Union mit Sanktionen belegt. Das Vereinigte Königreich verbot ihm die Einreise am 18. Februar 2021.
Turtschyn wurde am 10. März 2025 per Dekret des belarussischen Präsidenten Aljaksandr Lukaschenka zum Ministerpräsidenten des Landes ernannt. Nach seiner Ernennung erklärte Turtschyn gegenüber Reportern, dass es in Belarus keine „signifikante Kurskorrektur“ geben werde, und fügte hinzu, dass sein Ansatz eine „Evolution ohne Revolutionen“ sein werde. Er folgte auf Raman Haloutschanka, der neuer Chef der Nationalbank der Republik Belarus wurde.